# Vector Prime
Vector Prime est un personnage de la série Transformers: Cybertron.
- Nom : Vector Prime
- Affiliation : Autobots
- Protoform : Orginel
- Arme : Épée
- Mode Alternative : Jet Cybertronien

Il est l'un des treize premiers transformers, ce qui fait de lui un gardien de l'espace et du temps. Il a été créé, comme ses semblables, par Primus pour combattre la menace que représentait Unicron.
Dans la série, il entre en contact avec l'équipe Autobot d'Optimus Prime, et leur révèle l'existence des cinq Cyber-clés des Planètes, qui permettraient de sauver Cybertron, qui est alors sur le point d'être détruite. Il possédait alors une carte qui indiquait l'emplacement de ces clés. Hélas, Mégatron arriva entretemps et lui déroba la carte. Vector prime se joignit donc aux Autobots pour la récupérer.